# Mặt bằng

## Định nghĩa
Mặt bằng là hình chiếu phần còn lại của ngôi nhà lên mặt phẳng hình chiếu bằng sau khi đã tưởng tượng cắt bỏ đi phần trên (phần mái) bằng một mặt phẳng cắt song song với mặt phẳng hình chiếu bằng.
Thông thường, để diễn tả được nhiều, người ta chọn vị trí mặt cắt ở độ cao 1,5 m so với nền là độ cao có các cửa đi và cửa sổ. Trường hợp trong một tầng nhà có nhiều cửa ở những độ cao khác nhau ta dùng phương pháp mặt cắt ngoặt để diễn tả.

## Bản chất
Như vậy bản chất của mặt bằng cũng là mặt cắt mà mặt phẳng cắt tưởng tượng song song với mặt phẳng hình chiếu bằng. Đề phân biệt với các vết cắt đứng, người ta gọi tắt là mặt bằng. Tùy theo số tầng nhà và độ phức tạp hay đơn giản của nó mà ta quy định số mặt bằng của mỗi công trình sao cho phù hợp. Mặt bằng là hình quan trọng nhất trong các bản vẽ. Mặt bằng cho ta biết kích thước và cách bố trí các phòng, giao thông nội bộ, vị trí, kích thước, độ rộng dày tường. Ngoài ra có thể diễn tả trên mặt bằng các thiết bị, đồ dùng vệ sinh, tủ, giường, bàn ghế...